# Phi Piscium
Phi Piscium (85 Piscium) é uma estrela na direção da constelação de Pisces. Possui uma ascensão reta de 01h 13m 44.94s e uma declinação de +24° 35′ 01.6″. Sua magnitude aparente é igual a 4.67. Considerando sua distância de 377 anos-luz em relação à Terra, sua magnitude absoluta é igual a −0.65. Pertence à classe espectral K0III....